# 白井黑粉菌
白井黑粉菌（学名：Ustilago shiraiana）是属于黑粉菌目黑粉菌科黑粉菌属的一种真菌，寄生在刚竹属植物上，可引起竹黑粉病。该种分布于中国、日本、印度、俄罗斯、美国等地。